# Louis Bouclet
Louis Eugène Joseph Bouclet, né à Wissant le 4 novembre 1852 et mort à une date inconnue après 1919, est un armateur français.

## Biographie
Fils de Louis Joseph Bouclet (propriétaire) et de Henriette Désirée Honvault, il fut armateur à  Boulogne-sur-Mer. Dans cette ville, il était aussi membre de la Chambre de commerce, juge au tribunal de commerce et administrateur des hospices de 1905 à 1909. La maison Bouclet, créée en 1894 fut la première, avec la maison Vidor, à armer des harenguiers à vapeur,, et contribua ainsi à l'essor économique de Boulogne-sur-Mer.
Il fut aussi le premier président de la section des bateaux de pêche à vapeur au comité central des armateurs de France. Il fut conseiller municipal, puis premier adjoint au maire de Boulogne-sur-Mer jusqu'en 1912.

## Décorations
- Chevalier de l'ordre du Mérite agricole (1910)
- Médaille de la Reconnaissance française (1919)
- Officier de la Légion d'honneur (1921)

Nommé chevalier de la Légion d’honneur en qualité d’armateur à Boulogne-sur-Mer (décret du 11 décembre 1900 sur rapport du ministre de l’agriculture) puis promu officier de la Légion d’honneur en qualité de délégué régional pour la région du Nord de l’Union des femmes de France (décret du 7 mai 1921 sur rapport du ministre de la Guerre). 
Il est également chevalier du Mérite agricole (14 juillet 1910) et reçoit la médaille de la Reconnaissance française (20 mai 1919).